# 莫波拉德·阿乔马勒
莫波拉德·阿乔马勒（英語：Mobolade Ajomale，1995年8月31日—）是一名加拿大短跑运动员。他曾参加2016年世界室内田径锦标赛60米项目，结果止步半决赛。他曾在2016年里约奥运入选加拿大男子4×100米接力队，比赛中，他只参加预赛，最终凭借队友的决赛表现获得铜牌。